# Manhwa
Manhwa (만화) är det koreanska ordet för tecknade serier och andra teckningar. I Nordamerika och Europa har termen kommit att syfta på tecknade serier producerade i Korea. I praktiken produceras lejonparten manhwa i Sydkorea, även om termen formellt också innefattar Nordkorea, vars politiska situation dock innebär en i det närmaste obefintlig seriemarknad.

## Historik
Korea var under större delen av 1900-talets första hälft annekterat av Japan, vilket har inneburit påtagliga japanska influenser på koreansk populärkultur, och manhwatraditionen ligger följaktligen nära den japanska serietraditionen, mangan. En markant skillnad är dock att koreanska serier - i likhet med västerländska serier, men till skillnad från manga - skrivs, produceras, och läses från vänster till höger.
Som manhwans stora föregångare nämns vanligen Kim Yong-hwan (1912-1998), som, efter att ha inlett sin tecknarkarriär i Japan, återvände till Korea efter dess självständighet, och där skapade såväl dagspresserien Kojubu Samgukji (1945) och serietidningen Manhwa Haengjin (1948), vilka båda var pionjärer inom sitt respektive område. Andra betydande manhwaföregångare inkluderar Im Chang (1923-1982), Kim Seong-hwan (född 1932), Ko Woo-young (född 1939), och Park Bong-seong (född 1949). Bland senare års serieskapare har Lee Myung-jin (född 1974) intagit en särställning, bland annat med serien Ragnarök, inspirerad av nordisk mytologi.
Sedan 1980-talet utmärker sig den sydkoreanska serieproduktionen sin stora andel kvinnliga serieskapare. Bland de mest framträdande återfinns Hwang Mi-na (född 1961) - som både etablerade romantikgenren, och, i motsats till sina föregångare, lät serierna utspela sig på koreansk mark - och Kim Jin  (född 1960) - vars verk blandar koreansk historia och mytologi med framträdande kvinnliga hjältar.
Under 1980-talet inleddes också en tydlig trend att koreanska serieskapare etablerade sig hos de stora amerikanska serieförlagen DC Comics och Marvel Comics, varav Jim Lee blivit en av de mest namnkunniga. Utöver detta har dessutom flera amerikanska serieskapare fötts i Korea, men flyttat till USA redan under barndomsåren; däribland märks Frank Cho (dagspresserien Reservatet) och serieromanförfattaren Derek Kirk Kim.
Utbudet av koreanska webserier har sedan millennieskiftet stadigt vuxit, och bland de mest framgångsrika märks fabeldjursserien The Great Catsby med manus av Doha Kang och teckningar av Kim Seung-jin.

## Manhwa på svenska
I samband med 00-talets svenska mangavåg översattes också en handfull koreanska serier till svenska, och publicerades i pocketböcker. Utöver denna utgivning har översättningen av manhwa till svenska varit obefintlig.
- Chronicles of the Cursed Sword av Yeo Beop-ryong och Park Hui-jin (Megamanga)
- Demon Diary av Lee Chi-hyong, Lee Yun-hee och Kara (Mangismo)
- I. N. V. U. av Kim Kang-won (Mangismo)
- Kill me, Kiss me av Lee Young-you (Megamanga)
- One av Lee Vin  (Megamanga)
- Ragnarök av Lee Myung-jin (Megamanga)
- Rebirth av Lee Kang-woo (Megamanga)
- Snow Drop av Choi Kyung-ah (Megamanga)